# Siete hornos de Enshū
Los siete hornos de Enshū (遠州七窯Enshū chō o Enshū nana gama ) es una lista de hornos y estilos de cerámica japoneses cuyas producciones estaban consideradas entre las favoritas del maestro japonés de la ceremonia del té Kobori Enshū (小堀 遠州 1579-1647), que vivió durante el período Edo.

## Historia
El maestro del té Enshū utilizaba numerosos utensilios de té japoneses y mantenía correspondencia al respecto con otros amigos, conocedores del mundo del té y los gobernantes de las provincias donde se encontraban los hornos. Se supone que Enshū también realizó trabajos por encargo, contribuyendo así al establecimiento de algunos de los hornos más novedosos y menos reconocidos de la época y estableciendo también una relación a largo plazo con los ya existentes. No existía una lista en sí misma, sino que se elaboró tras su muerte basándose en su correspondencia y en el conocimiento de los hornos de los que era mecenas por excelencia.
La primera mención de su lista procede de un libro de finales del período Edo, de 1857, llamado Investigación histórica sobre cerámica doméstica ( Honchō tōki kōshō ).
Se decantó por siete estilos de cerámica para la ceremonia del té:
- Cerámica Asahi, más tarde provincia de Buzen
- Cerámica Agano de la provincia de Buzen
- Cerámica Akahada de la provincia de Yamato
- Cerámica Kosobe de la provincia de Settsu
- Cerámica Shitoro, más tarde provincia de Tōtōmi
- Cerámica Takatori de la provincia de Chikuzen
- Cerámica Zeze de la provincia de Ōmi